# Ocyptamus prudens
Ocyptamus prudens är en tvåvingeart som först beskrevs av Charles Howard Curran 1934.  Ocyptamus prudens ingår i släktet Ocyptamus och familjen blomflugor.
Artens utbredningsområde är Guyana. Inga underarter finns listade i Catalogue of Life.